# Diócesis de Parnaíba
La diócesis de Parnaíba (en latín: Dioecesis Parnaibensis y en portugués: Diocese de Parnaíba) es una circunscripción eclesiástica de la Iglesia católica en Brasil. Se trata de una diócesis latina, sufragánea de la arquidiócesis de Teresina. Desde el 4 de enero de 2023 es sede vacante y su administrador diocesano es el presbítero Edimar Silva de Lima.

## Territorio y organización
La diócesis tiene 20 839 km² y extiende su jurisdicción sobre los fieles católicos de rito latino residentes en 29 municipios del estado de Piauí: Parnaíba, Batalha, Bom Princípio do Piauí, Brasileira, Buriti dos Lopes, Cajueiro da Praia, Caraúbas do Piauí, Caxingó, Cocal, Cocal dos Alves, Domingos Mourão, Esperantina, Ilha Grande, Joaquim Pires, Joca Marques, Lagoa de São Francisco, Luís Correia, Luzilândia, Madeiro, Matias Olímpio, Milton Brandão, Morro do Chapéu do Piauí, Murici dos Portelas, Pedro II, Piracuruca, Piripiri, São João da Fronteira, São João do Arraial y São José do Divino.
La sede de la diócesis se encuentra en la ciudad de Parnaíba, en donde se halla la Catedral de Nuestra Señora de la Gracia.
En 2021 en la diócesis existían 37 parroquias agrupadas en 3 vicariatos zonales: Norte, Sur I y Sur II.

## Historia
La diócesis fue erigida el 16 de diciembre de 1944 con la bula Ad dominici gregis del papa Pío XII, obteniendo el territorio de la diócesis de Piauí (hoy arquidiócesis de Teresina).
Originalmente sufragánea de la arquidiócesis de São Luís do Maranhão, el 9 de agosto de 1952 pasó a formar parte de la provincia eclesiástica de la arquidiócesis de Teresina.
El 12 de junio de 1975 cedió una parte de su territorio para la erección de la diócesis de Campo Maior mediante la bula Tametsi munus del papa Pablo VI.

## Estadísticas
Según el Anuario Pontificio 2022 la diócesis tenía a fines de 2021 un total de 497 640 fieles bautizados.
| Año                                                                             | Población            | Población | Población      | Sacerdotes | Sacerdotes    | Sacerdotes    | Bautizados por sacerdote | Diáconos permanentes | Religiosos | Religiosos | Parroquias |
| Año                                                                             | Bautizados católicos | Total     | % de católicos | Total      | Clero secular | Clero regular | Bautizados por sacerdote | Diáconos permanentes | Varones    | Mujeres    | Parroquias |
| ------------------------------------------------------------------------------- | -------------------- | --------- | -------------- | ---------- | ------------- | ------------- | ------------------------ | -------------------- | ---------- | ---------- | ---------- |
| 1950                                                                            | 259 000              | 260 000   | 99.6           | 15         | 9             | 6             | 17 266                   |                      | 6          | 33         | 13         |
| 1966                                                                            | 352 000              | 353 000   | 99.7           | 25         | 15            | 10            | 14 080                   |                      | 10         | 38         | 14         |
| 1970                                                                            | 410 000              | 410 000   | 100.0          | 24         | 13            | 11            | 17 083                   |                      | 13         | 66         | 15         |
| 1976                                                                            | 527 850              | 586 580   | 90.0           | 20         | 11            | 9             | 26 392                   |                      | 13         | 50         | 15         |
| 1980                                                                            | 370 000              | 412 000   | 89.8           | 10         | 10            |               | 37 000                   |                      | 3          | 42         | 13         |
| 1990                                                                            | 458 000              | 510 000   | 89.8           | 24         | 15            | 9             | 19 083                   |                      | 14         | 56         | 14         |
| 1999                                                                            | 530 000              | 590 000   | 89.8           | 32         | 22            | 10            | 16 562                   |                      | 13         | 61         | 19         |
| 2000                                                                            | 445 000              | 505 000   | 88.1           | 30         | 19            | 11            | 14 833                   |                      | 14         | 61         | 19         |
| 2001                                                                            | 460 000              | 521 400   | 88.2           | 38         | 26            | 12            | 12 105                   |                      | 15         | 66         | 20         |
| 2002                                                                            | 520 000              | 550 000   | 94.5           | 40         | 28            | 12            | 13 000                   |                      | 14         | 58         | 22         |
| 2003                                                                            | 495 000              | 550 000   | 90.0           | 39         | 27            | 12            | 12 692                   |                      | 14         | 49         | 22         |
| 2004                                                                            | 495 000              | 550 000   | 90.0           | 37         | 24            | 13            | 13 378                   |                      | 15         | 53         | 22         |
| 2013                                                                            | 510 000              | 618 000   | 82.5           | 47         | 37            | 10            | 10 851                   |                      | 12         | 53         | 28         |
| 2016                                                                            | 522 000              | 633 000   | 82.5           | 50         | 37            | 13            | 10 440                   | 11                   | 16         | 55         | 29         |
| 2019                                                                            | 534 000              | 648 000   | 82.4           | 57         | 43            | 14            | 9368                     | 13                   | 16         | 49         | 37         |
| 2021                                                                            | 497 640              | 585 459   | 85.0           | 51         | 38            | 13            | 9757                     | 13                   | 13         | 26         | 37         |
| Fuente: Catholic-Hierarchy, que a su vez toma los datos del Anuario Pontificio. |                      |           |                |            |               |               |                          |                      |            |            |            |

## Episcopologio
- Felipe Benito Condurú Pacheco † (7 de febrero de 1946-17 de enero de 1959 renunció[nota 1])
- Paulo Hipólito de Souza Libório † (20 de junio de 1959-23 de abril de 1980 renunció)
- Edvaldo Gonçalves Amaral, S.D.B. (2 de septiembre de 1980-24 de octubre de 1985 nombrado arzobispo de Maceió)
- Joaquim Rufino do Rêgo † (25 de marzo de 1986-21 de febrero de 2001 retirado)
- Alfredo Schäffler (21 de febrero de 2001 por sucesión-24 de agosto de 2016 retirado)
- Juarez Sousa da Silva (24 de agosto de 2016 por sucesión-4 de enero de 2023 nombrado arzobispo de Teresina)
  - Sede vacante, desde 2023